# Usolie-Sibírskoye
Usolie-Sibírskoye (del ruso: Усолье-Сибирское) es una ciudad ubicada al sur del óblast de Irkutsk, Rusia, a la orilla izquierda del curso alto del río Angará —el principal afluente del Yeniséi—, no a muchos kilómetros al norte de Angarsk e Irkutsk, la capital del óblast. Su población en el año 2010 era de 83 300 habitantes.

## Historia

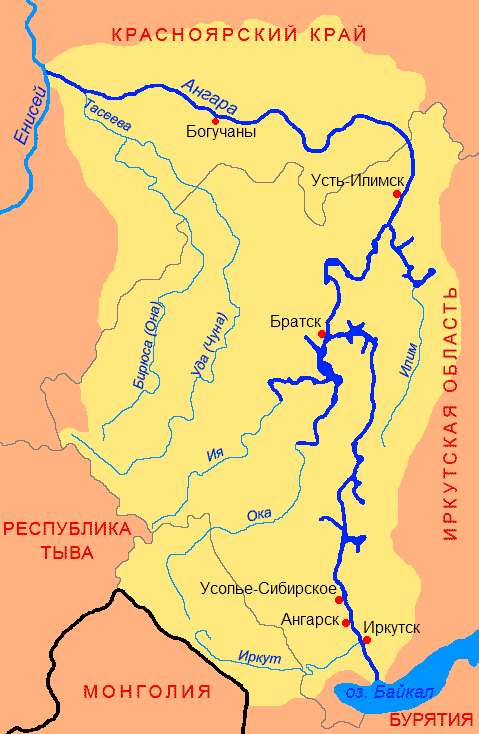
Mapa en ruso del río Angará —el principal afluente del Yeniséi— en el que aparece abajo Usolie-Sibírskoye.

Se fundó en 1669 por los cosacos, quienes habían descubierto sal en unos manantiales cercanos. La ruta de Siberia pasaba por la ciudad en el siglo XVIII, y en el siglo siguiente se construyó el ferrocarril transiberiano que también pasa por la localidad.
Usolie-Sibírskoye obtuvo el estatus o reconocimiento de ciudad en 1925, y la extensión de Sibírskoye («Siberiano») le fue dada para diferenciarla de la ciudad de Usolie, situada en la región del Kama, actualmente en el krai de Perm.
De 1947 a 1953 albergó un campo de prisioneros del Gulag.